# Tracking error
Tracking error is een in het vermogensbeheer gehanteerd begrip waarmee een indicatie wordt gegeven van de mate van afwijking tussen het rendement van een beleggingsfonds en de waardeontwikkeling van een benchmark.

## Methode
Bij het meten van de tracking error wordt per beschouwde periode (dag, week of maand) gekeken wat het rendement van het fonds en het rendement van de gevolgde benchmark is. Het verschil tussen deze twee uitkomsten wordt gekwadrateerd. De waarnemingen over deze periode worden opgeteld en gedeeld door het aantal waarnemingen. Uit dit resultaat wordt de wortel getrokken om de eerdere kwadratering te elimineren en deze uitkomst is de tracking error over deze periode. Aangezien de rendementsverschillen in procenten luiden, luidt de tracking error ook in procenten. Voor een enigszins betrouwbare uitkomst wordt voor de berekening van de tracking error meestal data gebruikt over het laatste jaar of laatste drie jaren.
De formule van de berekening luidt:
{\displaystyle TE=\omega ={\sqrt {\operatorname {E} [(r_{p}-r_{b})^{2}]}}}
waarbij rp is het rendement van de portefeuille of fonds en rb is het rendement van de benchmark. Het verschil tussen deze twee getallen wordt ook wel het actieve rendement genoemd. Een alternatieve berekening van de tracking error is de standaarddeviatie van de actieve rendementen.
Het is vanzelfsprekend dat de benchmark en het fonds in dezelfde valuta met elkaar worden vergeleken.

## Uitkomsten
Als de tracking error dicht bij de nul ligt, dan wijkt de samenstelling van het fonds weinig af van de benchmark. Naarmate de tracking error toeneemt, wijkt de samenstelling van het fonds in toenemende mate af van de benchmark. In het geval een fonds een tracking error heeft van 2% en een tweede fonds een tracking error van 4% dan betekent dit dat fondsmanager van het tweede fonds meer vrijheid heeft bij de samenstelling van de portefeuille dan de eerste. Een tracking error van 0% betekent dat een fonds de index precies volgt, dit komt in de praktijk echter nauwelijks voor.

## Verklaringen
De belangrijkste verklaring voor de tracking error zijn de afwijkingen in de portefeuille ten opzichte van de benchmark. 
Andere elementen die een rol kunnen spelen zijn:
- Een benchmark heeft geen kosten, het is een papieren overzicht.[1] Een beleggingsfonds heeft wel kosten als gevolg van transacties op de effectenbeurs, de beloning voor de fondsmanagers, de accountant, kosten van de toezichthouders, bewaarloon voor de effecten etc.;
- Een fonds zal nooit volledig belegd zijn, er is altijd een bankrekening met geld van klanten die willen in- of uitstappen uit het fonds, of ontvangen dividenden of coupons die nog niet belegd zijn.[1] Dit kasgeld maakt niet hetzelfde rendement als beleggingen van het fonds. Een benchmark is altijd vol belegd.
- Bij een beleggingsfonds worden belastingen ingehouden op ontvangen dividenden of coupons. De werkelijke betaalde belastingen kunnen afwijken van de veronderstellingen waarmee wordt rekening gehouden bij de benchmark.[1]
- De koers van een beleggingsfonds kan beïnvloed zijn door de laatste order. Als de laatste koers tot stand komt na een koop, zal de koers hoger zijn, bij overigens gelijk blijvende omstandigheden, dan bij een verkoop. Bij een koop wordt een kleine extra toeslag berekend en bij een verkoop een kleine afslag om de zittende beleggers in het fonds te beschermen voor kosten die het in- en uitstappen veroorzaakt.[1] Als het rendement van het fonds wordt berekend op basis van de netto vermogenswaarde (engels: net asset value of NAV), dan wordt dit effect van de op- en afslagen grotendeels geëlimineerd. Een benchmark heeft geen beleggers en ook dus geen in- en uitstappers.

## Toepassing in praktijk
In de afspraken die een vermogensbeheerder en zijn opdrachtgever maken omtrent de wijze van het vermogensbeheer, zullen doorgaans afspraken omtrent de (maximale of na te streven) tracking error zijn opgenomen. Hoe lager de tracking error, hoe meer de belegger erop kan vertrouwen dat het rendement is gekoppeld aan de waardeontwikkeling van de benchmark. Bij een hogere tracking error heeft de vermogensbeheerder een grotere vrijheid om van de benchmark af te wijken, met zowel de kans op een beter resultaat dan de benchmark als de kans op een lager resultaat.
Bij passief vermogensbeheer wordt getracht een benchmark zo nauwkeurig mogelijk te volgen. De tracking error zal dicht bij de nul liggen. Bij actief vermogensbeheer, waarbij op basis van een (hopelijk) superieure visie op toekomstige koersontwikkelingen met enige regelmaat aan- en verkoopbeslissingen genomen worden. Hier is de tracking error duidelijk hoger dan 0%. Over een langere periode beschouwd, is het uiteraard de bedoeling dat actief vermogensbeheer meer oplevert dan de benchmark. De grotere onzekerheid behoort immers beloond te worden met extra rendement. Overigens is het onderscheid tussen passief en actief vermogensbeheer in de praktijk niet altijd scherp te trekken, het is meer een glijdende schaal.
In de documentatie van beleggingsfondsen en vergelijkbare producten wordt vaak de gerealiseerde, of ex-post, tracking error vermeld.